# Trappe (Maryland)
Trappe é uma cidade  localizada no estado americano de Maryland, no Condado de Talbot.

## Demografia
Segundo o censo americano de 2000, a sua população era de 1146 habitantes.
Em 2006, foi estimada uma população de 1181, um aumento de 35 (3.1%).

## Geografia
De acordo com o United States Census Bureau tem uma área de
2,1 km², dos quais 2,1 km² cobertos por terra e 0,0 km² cobertos por água. Trappe localiza-se a aproximadamente 4 m acima do nível do mar.

## Localidades na vizinhança
O diagrama seguinte representa as localidades num raio de 16 km ao redor de Trappe.